# Lelegek
A lelegek ókori nép, élőhelyük Kis-Ázsia és Görögország területén volt. Eredetüket már az ókorban sem tudták teljes határozottsággal megállapítani, több szerző a pelaszgokkal együtt említi őket, bár mint kalandozó, főleg tengeri rablók nagyon elütnek a békés, földmívelő pelaszgoktól. A történeti időkben szétszórtan találhatóak Kária és Troasz, továbbá a Kükládok, Euboia, Lakónia, Messzénia, Aitólia, Akarnania, Thesszália, főként pedig Lokrisz vidékén. Feltehetőleg Görögország eredeti őslakóinak maradékai voltak, akiket a bevándorló és hódító törzsek részint kiszorítottak részint magukba olvasztottak. Pauszaniasz Periégétész szerint ősapjuk, Lelex, Egyiptomból vándorolt Görögországba. A lelexeket legtöbbször a káriabéliekkel együtt említik, s Hérodotosz szerint a Leleges név a káriabeliek régi nevével azonos. Pauszaniasz szerint rokon népek voltak, de ezt az állítást Sztrabón kétségbe vonta. A nép nevét a mítosz egy régi, Lelex nevű királytól származtatja, aki később Leukádiában, majd Megarában, majd Lakedaimónban szerepel mint Szidón és Libüa fia. Sztrabón szerint a név eredete a legein, illetve a szullegein igékből eredeztethető, ami gyülevészt, keveréket jelent. Modern tudósok a nép nevének eredetét a lalaszé igére (esetleg más, hasonló hangzású sémi igére) vezetik vissza, amely annyit tesz, mint a görög barbaroi, azaz érthetetlen nyelvet beszélők. Az ókori forrásokban mindenesetre úgy szerepelnek, mint durva erkölcsű, műveletlen néptörzs, amely a művelt hellén törzsektől lényegesen különbözik.